# Girolamo Frescobaldi
Girolamo Frescobaldi (Ferrara, 13 de setembro de 1583 — Roma, 1º de março de 1643) é considerado um dos maiores compositores de música para cravo do século XVII. Foi também um organista reconhecido.

## Biografia
Foi cantor e virtuoso de diversos instrumentos, entre os quais o órgão. São famosos os seus livros de tocatas publicados entre 1615 e 1627, em cujo prefácio antecipa a maneira de tocar com efeitos cantáveis que será, depois, típica do subsequente melodrama.
Tendo-se transferido a Roma durante a juventude, frequentou a Accademia Nazionale di Santa Cecilia e foi organista na igreja de Santa Maria em Trastevere. Durante vinte anos foi organista em São Pedro. Teve cinco filhos de Orsola del Pino, com quem se casou em 1613.

Depois de um desanimador e breve período junto do duque de Mântua, e terminata momentaneamente a experiência romana, transferiu-se em 1628 com a família para Florença. Aí publicou (1630) duas seleções de árias: o 1° e o 2° Libro d'Arie musicali per cantarsi nel Gravicembalo e Tiorba a una, due o tre voci ('Livro de árias musicais para serem cantadas no Gravecímbalo e Tiorba em uma, duas ou três vozes').

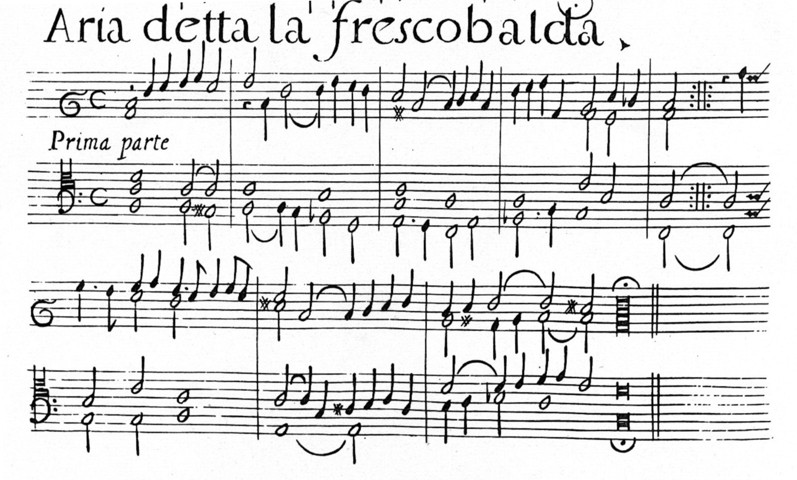
Facsimile da Aria detta la Frescobalda (1627).

O seu "Primo libro de' madrigali a cinque voci" ("Primeiro livro dos madrigais a cinco vozes") tinha sido publicado em Antuérpia em 1608; Frescobaldi havia seguido, em Bruxelas (na época, um importante centro de estudo de cravo), o núncio pontifício em Flandres, Guido Bentivoglio.
Na produção de Frescobaldi há ainda uma coleção de Toccate e partite d'intavolatura di cimbalo e Ricercari et canzoni franzese in partitura libro I.
Tendo voltado a a Roma em 1634, retomou o seu lugar em São Pedro. No ano seguinte publicou em Veneza, Fiori musicali, Kyrie, Canzoni, Capricci e Ricercari in partitura a quattro.
Entre as suas obras vocais é digno de nota o seu Liber secundus diversarum modulationum singulis, binis, ternis, quaternisque vocibus ("Livro segundo de diversas modulações a uma, duas, três e quatro vozes").

## Media
Fiori Musicali: Toccata avanti la Messa della Domenica, interpretada por Taylor e Boody no orgão da Marquand Chapel, Universidade Yale
  Fiori Musicali: Kyrie della Domenica, interpretada por Taylor e Boody no orgão da Marquand Chapel, Universidade Yale
  Toccata 3, interpretada por Sylvia Kind

## Legado
Os críticos contemporâneos reconheceram Frescobaldi como um dos maiores criadores de tendências da música para teclado de seu tempo. Mesmo os críticos que não aprovaram as obras vocais de Frescobaldi concordaram que ele era um gênio tocando e compondo para o teclado.  A música de Frescobaldi não perdeu influência direta até a década de 1660, e suas obras tiveram influência sobre o desenvolvimento da música para teclado mais de um século após sua morte. Bernardo Pasquini promoveu Girolamo Frescobaldi ao posto de autoridade pedagógica.
Os alunos de Frescobaldi incluíam vários compositores italianos, mas o mais importante foi um alemão, Johann Jakob Froberger, que estudou com ele em 1637-41.  As obras de Froberger foram influenciadas não apenas por Frescobaldi, mas também por Michelangelo Rossi; ele se tornou um dos compositores mais influentes do século 17 e, da mesma forma que Frescobaldi, suas obras ainda eram estudadas no século 18. O trabalho de Frescobaldi era conhecido e influenciou vários compositores importantes fora da Itália, incluindo Henry Purcell, Johann Pachelbel e Johann Sebastian Bach.
Bach é conhecido por ter possuído várias obras de Frescobaldi, incluindo uma cópia manuscrita do Fiori musicali de Frescobaldi (Veneza, 1635), que ele assinou e datou de 1714 e executou em Weimar no mesmo ano. A influência de Frescobaldi em Bach é mais evidente em seus primeiros prelúdios corais para órgão. Finalmente, as toccatas e canzonas de Frescobaldi, com suas mudanças repentinas e seções contrastantes, podem ter inspirado o célebre stylus fantasticus da escola de órgão do norte da Alemanha.